# 胡安·巴勃罗·巴尔加斯
胡安·巴勃罗·巴尔加斯（西班牙語：Juan Pablo Vargas，1995年6月6日—），哥斯达黎加男子足球运动员，司职后卫。他曾代表哥斯达黎加国家队参加2022年国际足联世界杯，结果队伍止步小组赛阶段。现效力哥倫比亞足球甲級聯賽球队百万富翁。